# 太陽城 (堪薩斯州)
太陽城（英語：Sun City）是一個位於美國堪薩斯州巴伯縣的城市。

## 地方資料
太陽城的面積為0.37平方千米，當中陸地面積為0.37平方千米，而水域面積為0.00平方千米。根據2020年美國人口普查的數據，當地共有人口37人，而人口密度為每平方千米100人。